# Bitertanol
Bitertanol is een fungicide dat behoort tot de groep van triazolen. Het technisch product, een wit tot grijs poeder, is een mengsel van vier isomeren, zijnde twee diastereomeerparen. Het gehalte aan de (1RS,2RS)- en (1RS,2SR)-isomeren is respectievelijk 10-20% en 80-90%.
Bitertanol is de werkzame stof in de producten Baycor en Sibutol (een mengsel van bitertanol en antrachinon) van Bayer CropScience.

## Toepassingen
Baycor SC 500 wordt ingezet op tomaten, komkommers, augurken tegen echte meeldauw; op steenfruit tegen monilia-rot en op sierplanten en -bomen.
Sibutol is bedoeld voor de behandeling van zaaizaad van tarwe, gerst en triticale tegen steenbrand; het werkt ook als afweermiddel tegen vogels.

## Regelgeving
Op 8 december 2011 heeft de Europese Commissie bitertanol opgenomen in de lijst van toegelaten gewasbeschermingsmiddelen.
Volgens deze richtlijn mag bitertanol enkel gebruikt worden als zaadbeschermingsmiddel, en dit enkel in professionele installaties.
De stof was aanvankelijk in 2008 niet opgenomen in de lijst nadat Bayer haar steun voor de opname van bitertanol had ingetrokken. Bayer diende echter nadien een nieuwe aanvraag in voor de opname van bitertanol.
De toelating was slechts geldig voor een beperkte duur, tot 30 juni 2015, omwille van de voorgestelde indeling van bitertanol als voor de voortplanting giftige stof van categorie 1B.